# Fotbal Club Internațional Curtea de Argeș
L'Internațional Curtea de Argeș è stata una società calcistica rumena con sede nella città di Curtea de Argeș.

## Storia
Il FC Internațional Curtea de Argeș è stato fondato nel 2000 dall'imprenditore Ion Lazăr, che gli diede inizialmente il nome di FC Internațional Pitești. Fin da subito la squadra venne iscritta in Divizia C. La stagione 2000-2001 vide la squadra lottare per il vertice della classifica con il Minerul Motru.  Il Pitești, tuttavia, riuscì ad ottenere la promozione, terminando il campionato al primo posto, a pari punti con il Minerul. Nella stagione 2001-2002 l'Internațional ha partecipato alla seconda divisione rumena, la Divizia B. Il quinto posto è stato l'apice nella storia del club. Negli altri tre anni che sono seguiti in Divizia B, la squadra si è piazzata rispettivamente: 11ª nella stagione 2002-2003, 8ª nel 2003-2004 e 13ª nel 2004-2005. Nel 2004 ha preso parte ai sedicesimi di finale della Coppa di Romania, dove è stata eliminata dal Bacău. A partire dal 2005, seguirono due anni di pausa e nella stagione 2007-2008 la squadra riprese le sue attività ripartendo dalla quarta serie, Liga III. Ottenne immediatamente la promozione in Liga II e il 6 giugno 2009 la squadra è stata promossa in Liga I, rendendola così la prima della città di Curtea de Argeș e la terza del distretto di Argeș dopo l'Argeș Pitești e il Dacia Mioveni a partecipare alla massima serie nazionale. Al termine della stagione 2009-2010, la squadra ha ottenuto il più grande traguardo della sua storia, classificandosi al 12º posto in Liga I. Sempre nello stesso anno, la squadra si è ritirata dalla Liga I per motivi sconosciuti. La società è stata iscritta in Liga IV nella stagione 2010-2011, ma al termine del campionato la società è stata radiata a causa dei debiti con il Farul Costanza.

## Palmarès

### Competizioni nazionali
- Liga III: 2

2000-2001, 2007-2008